# 常永祥
常永祥（1983年9月16日—），中国男子摔跤运动员，中国河北省邯郸市邯郸县兼庄乡汉霸庄人。

## 生平
常永祥1995年开始在邯郸市体工队练习古典式摔跤，1999年转入山西省大同市摔跤队，2001年升入山西省队，2004年被选入中国国家男子摔跤队，师从著名跤手盛泽田。2008年在奥运会上一路过关斩将最终夺得亚军。翌年的十一運會，常永祥輕鬆的贏得一面金牌。